# Associazione italiana biblioteche
L'AIB, Associazione italiana biblioteche, è l'associazione professionale dei bibliotecari italiani e ha come scopo la promozione dei servizi bibliotecari del Paese e il riconoscimento della professione.

## Scopo sociale
Lo statuto fissa lo scopo sociale e le finalità perseguite dall'AIB, che sono:
- svolgere il ruolo di rappresentanza professionale in ogni ambito culturale, scientifico, tecnico, giuridico e legislativo, per tutto quanto può concernere l'esercizio della professione bibliotecaria e l'organizzazione dei servizi bibliotecari e di documentazione;
- affermare, accrescere e tutelare la dignità e la specificità professionale del bibliotecario;
- promuovere, sostenere e sviluppare ogni azione utile a garantire una qualificata formazione professionale;
- fornire ai propri associati supporti scientifici e tecnici per la formazione continua;
- promuovere i principi deontologici della professione e curarne il rispetto;
- contribuire in ogni sede agli orientamenti ed alle scelte di politica bibliotecaria e in materia di proprietà intellettuale e accesso all'informazione;
- promuovere l'organizzazione e lo sviluppo in Italia delle biblioteche e di un servizio bibliotecario che tenga in considerazione le esigenze dei cittadini.

## Storia
L'AIB nasce nel 1930 per iniziativa di un comitato promotore, presieduto dal senatore Pier Silverio Leicht e composto da bibliotecari statali e degli enti locali, che propone al ministro dell'educazione nazionale la costituzione di un'associazione professionale bibliotecaria. Attualmente ha sede in Roma, presso i locali della Biblioteca Nazionale Centrale di Roma.

## Struttura organizzativa
La struttura istituzionale si articola in un Comitato esecutivo nazionale (CEN) di sette membri, in comitati esecutivi regionali (CER), pure di sette membri, affiancati dal collegio sindacale e dal collegio dei probiviri. Tutti gli organi vengono eletti ogni tre anni. L'organo sovrano è l'assemblea generale degli associati.

## Attività
A livello nazionale, sono istituite commissioni permanenti  e gruppi di studio  allo scopo di realizzare studi, ricerche e azioni su tematiche scientifiche e professionali di particolare interesse o attualità. Sulla base delle linee programmatiche espresse dal CEN in carica, le sezioni regionali redigono programmi di attività a livello locale.

### Albo professionale
Fino al 2010 L'AIB ha gestito l'Albo professionale italiano dei bibliotecari. L'iscrizione all'Albo certificava la competenza professionale di chi ne faceva parte.
Nel gennaio 2013 l'AIB ottiene l'iscrizione nell'elenco delle associazioni rappresentative a livello nazionale delle professioni non regolamentate (art. 26 D.Lgs. n. 206/2007) tenuto dal Ministero della Giustizia (D.M. del 07/01/2013), vale a dire il riconoscimento di associazione rappresentativa della professione bibliotecaria a livello nazionale, e nel luglio 2014 l'AIB viene inserita nell'elenco delle associazioni professionali che rilasciano l'attestato di qualità, riconosciute dal Ministero per lo Sviluppo Economico.
A partire dal 2014, grazie al lavoro di un'apposita Commissione, l'AIB rilascia un'attestazione ai bibliotecari in possesso di specifici requisiti (titoli di studio e competenze professionali), e provvede a tenere aggiornato l'Elenco degli associati.

### Pubblicazioni
L'AIB, inoltre, è una delle principali case editrici italiane nel campo della biblioteconomia e delle scienze dell'informazione. Pubblica due periodici, AIB Notizie e AIB Studi, già Bollettino AIB, e diverse monografie, tra cui le edizioni italiane dei principali strumenti per il lavoro in biblioteca. La Sezione Toscana pubblica un trimestrale Bibelot
Sempre per quanto riguarda l'attività scientifica, l'Associazione organizza annualmente il proprio congresso nazionale, diversi corsi di formazione e aggiornamento, e viaggi di studio all'estero. Presso la sede nazionale è attiva una biblioteca specializzata.

### Sito AIB-WEB
Il sito ufficiale AIB-WEB fornisce informazioni sull'attività dell'Associazione, ma anche notizie utili sulle biblioteche e la professione. Tra i servizi di maggiore interesse disponibili si segnala il repertorio degli OPAC italiani, sulla base del quale in collaborazione con il CILEA è stato creato nel 1997 il MAI, un meta-opac che attualmente interroga simultaneamente circa 250 cataloghi, e SegnaWeb, un repertorio di siti web selezionati dai bibliotecari italiani, le cui risorse scelte sono utili ai servizi informativi delle biblioteche pubbliche, ma anche direttamente ai cittadini.

### AIB-CUR
Il sito inoltre ospita la lista di discussione AIB-CUR promossa nel 1992 dalla Commissione nazionale Università e Ricerca. Nel corso dei 30 anni di vita la lista di discussione ha coperto tre aree tematiche:
- di tipo informativo: ha consentito di far circolare ampiamente notizie relative a convegni, seminari, congressi di tipo professionale;
- di tipo formativo: rivolta studenti di biblioteconomia, a bibliotecari all'inizio della carriera o operanti in biblioteche isolate;
- di discussione approfondita e collettiva di problematiche professionali (forse la meno ampia).

.
Dal luglio 1997, per favorire la leggibilità dei messaggi, è stato suggerito di assegnare un prefisso standard a determinati messaggi: i più frequenti sono AGENDA, per i messaggi relativi ad iniziative di tipo professionale:
- AIB comunicati dell'Associazione italiana biblioteche
- RICERCA, per i messaggi relativi a ricerche bibliografiche
- LAVORO, per le offerte di lavoro
- OFFERTA, per la messa a disposizione di libri e riviste
- INTERBIB, per le richieste di prestito interbibliotecario
- DFP, segnalazioni relative alla documentazione prodotta dalle pubbliche amministrazioni[11]

## I presidenti
- 1930 - 1946 - Pier Silverio Leicht
- 1946 - 1951 - Teresa Lodi
- 1950 - 1954 - Alessandro Casati
- 1954 - 1960 - Aristide Calderini
- 1961 - 1969 - Ettore Apollonj
- 1969 - 1975 - Renato Paggetti

- 1975 - 1981 - Angela Vinay
- 1981 - 1987 - Luigi Crocetti
- 1988 - 1990 - Giovanni Solimine
- 1991 - 1993 - Tommaso Giordano
- 1994 - 1997 - Rossella Caffo

- 1997 - 2003 - Igino Poggiali
- 2003 - 2004 - Miriam Scarabò
- 2005 - 2011 - Mauro Guerrini
- 2011 - 2014 - Stefano Parise
- 2014 - 2017 - Enrica Manenti
- 2017 - 2023 - Rosa Maiello
- 2023 - Laura Ballestra [12]

## Iniziative
- Nati per leggere: iniziativa pedagogica e culturale promossa insieme all'Associazione Culturale Pediatri e al Centro per la Salute del Bambino che si prefigge l'intento di «promuovere la lettura ad alta voce» rivolta «ai bambini di età compresa tra i 6 mesi e i 6 anni».
- Nel 2012 l'AIB ha promosso la prima "Giornata nazionale delle biblioteche", più nota come BiblioPride[13]; la manifestazione si è ripetuta anche negli anni successivi, in una diversa città italiana.

## La biblioteca

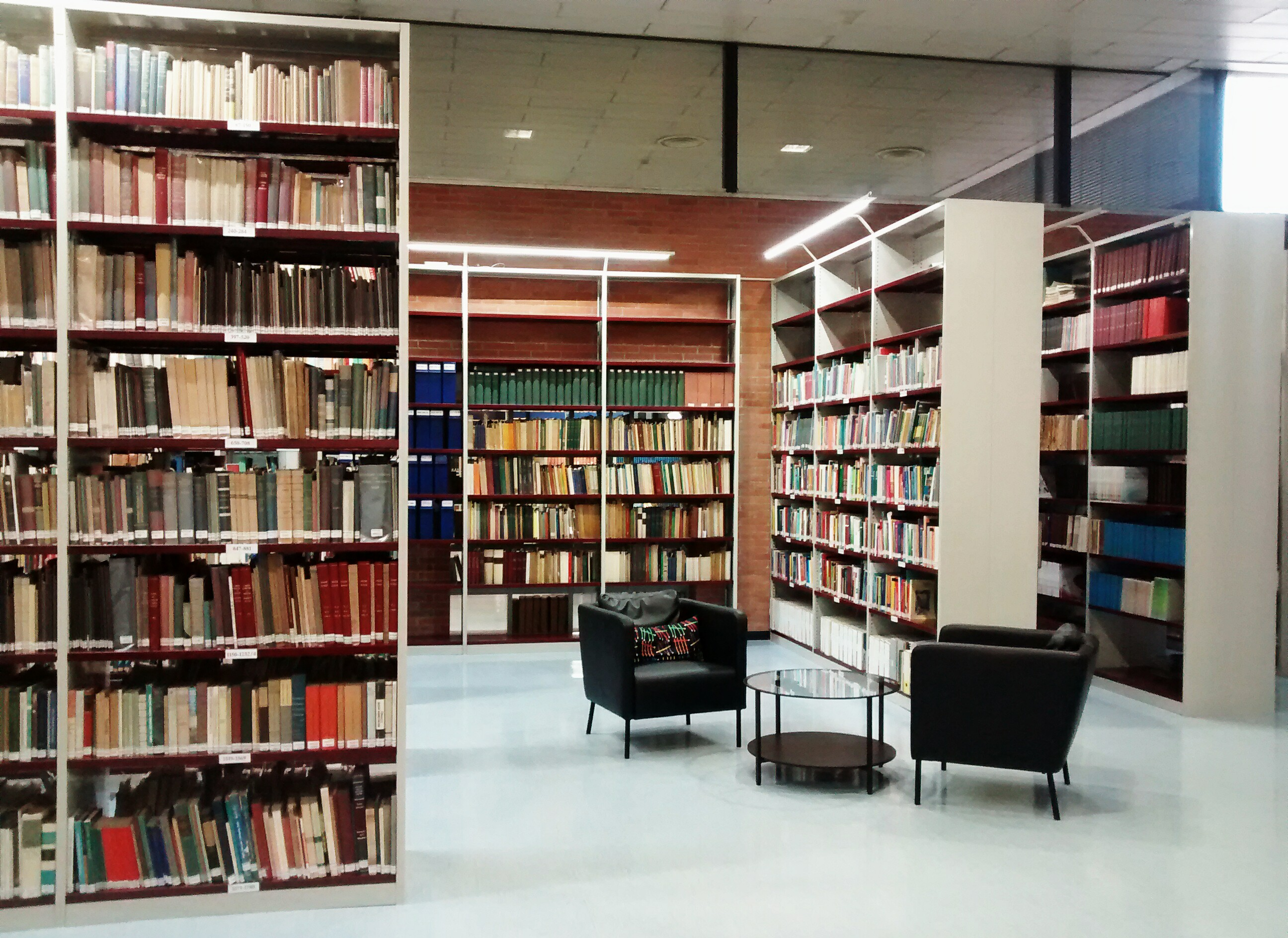
L'interno della biblioteca

La biblioteca dell'AIB costituisce la sua raccolta a partire dal 1961, quando la vedova del bibliotecario Vittorio Camerani donò all'Associazione i libri del marito, specializzati in particolare negli ambiti della biblioteconomia e della bibliografia. L'accrescimento è continuato con i volumi ricevuti in dono e per recensione fino al 1983, anno in cui l'Associazione stanziò un piccolo fondo per l'incremento della raccolta, che prosegue ancora oggi. Nel 2003 è stata donata alla Biblioteca la raccolta di Giorgio de Gregori, che è andata a costituire fondo a lui dedicato. Raccoglie e conserva, inoltre, tutte le pubblicazioni dell'Associazione e una collezione di immagini fotografiche di biblioteche.
La biblioteca, ad accesso libero, possiede 8200 volumi di monografie, 568 periodici di cui 90 correnti, una collezione di letteratura grigia.
il 18 febbraio 2015 è stata inaugurata la nuova sede della biblioteca, ospitata nei locali della Biblioteca Nazionale Centrale di Roma, nel 2024  la biblioteca è stata intestata a Alberto Petrucciani.